# Stilpnotia
Stilpnotia é um gênero de traça pertencente à família Arctiidae.